# Саварабад (Марказі)
Саварабад (перс. سواراباد) — село в Ірані, у дегестані Аманабад, в Центральному бахші, шахрестані Ерак остану Марказі. За даними перепису 2006 року, його населення становило 762 особи, що проживали у складі 186 сімей.

## Клімат
Середня річна температура становить 11,99°C, середня максимальна – 30,84°C, а середня мінімальна – -9,81°C. Середня річна кількість опадів – 248 мм.
| Клімат поселення                              | Клімат поселення | Клімат поселення | Клімат поселення | Клімат поселення | Клімат поселення | Клімат поселення | Клімат поселення | Клімат поселення | Клімат поселення | Клімат поселення | Клімат поселення | Клімат поселення | Клімат поселення |
| Показник                                      | Січ.             | Лют.             | Бер.             | Квіт.            | Трав.            | Черв.            | Лип.             | Серп.            | Вер.             | Жовт.            | Лист.            | Груд.            |                  |
| Середній максимум, °C                         | 7,56             | 9,14             | 13,03            | 19,01            | 24,08            | 30,16            | 30,84            | 30,23            | 25,96            | 19,71            | 12,80            | 7,32             |                  |
| Середня температура, °C                       | −1,12            | 0,45             | 4,34             | 10,32            | 15,41            | 21,50            | 25,19            | 24,60            | 20,31            | 14,08            | 7,16             | 1,69             |                  |
| Середній мінімум, °C                          | −9,81            | −8,24            | −4,33            | 1,64             | 6,72             | 12,81            | 19,55            | 18,96            | 14,67            | 8,43             | 1,52             | −3,96            |                  |
| Норма опадів, мм                              | 37               | 37               | 45               | 32               | 24               | 3                | 1                | 1                | 0                | 9                | 24               | 35               |                  |
| Середньомісячна швидкість вітру, м/с          | 1.92             | 2.07             | 2.53             | 2.97             | 2.55             | 2.38             | 2.50             | 2.24             | 2.14             | 2.13             | 1.89             | 1.23             |                  |
| Середньомісячна сонячна радіація, кДж/м²·день | 9348             | 12731            | 15317            | 18528            | 22526            | 26871            | 25985            | 24254            | 21353            | 15839            | 11206            | 9250             |                  |
| --------------------------------------------- | ---------------- | ---------------- | ---------------- | ---------------- | ---------------- | ---------------- | ---------------- | ---------------- | ---------------- | ---------------- | ---------------- | ---------------- | ---------------- |
| Джерело:                                      |                  |                  |                  |                  |                  |                  |                  |                  |                  |                  |                  |                  |                  |